# Thor (Schiff, 1899)
Die 1899 in Dienst gestellte Thor war das sechste (Küsten-)Panzerschiff (schwed. Pansarskepp) der schwedischen Marine. Die Thor war nach dem Typschiff Oden das zweite von der Firma Bergsunds Mekaniska Verkstads in Stockholm gebaute Schiff der zweiten Serie (Oden-Klasse). Zu dieser Klasse gehörte noch die von der Lindholmens Verkstad in Göteborg gebaute Niord, deren Ausrüstungszeit erheblich kürzer war. Die neuen Panzerschiffe glichen verkleinerten Linienschiffen, da sie ihre Hauptartillerie in einem Bug- und Heckturm auf der Mittellinie führten, auch wenn es sich um Einzeltürme handelte und das verwendete Kaliber erheblich kleiner war.
1916 wurde die Thor als zweites Schiff der Klasse grundüberholt. Nach außen deutlich wurde dies durch den Wegfall des Röhrenturms und die Zusammenführung der beiden ursprünglichen Schornsteine in einem breiten Schlot. 1937 schied die Thor aus der Marine aus.

## Baugeschichte

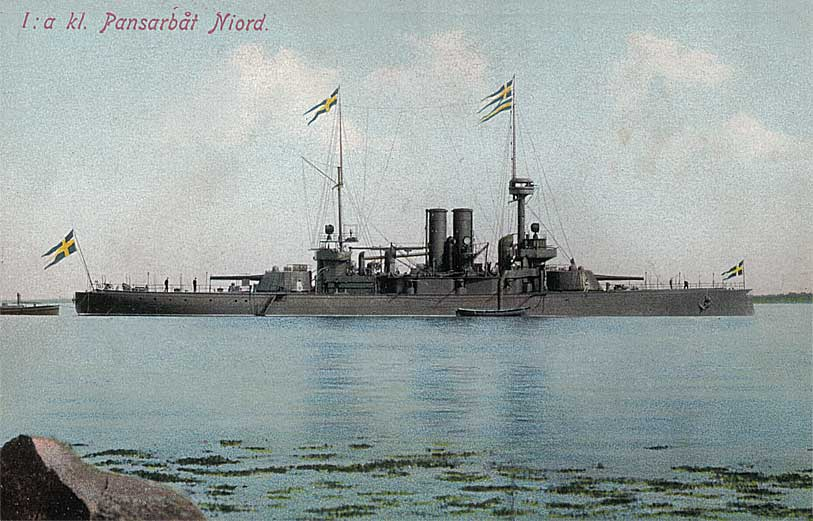
Das Schwesterschiff Niord

Die Thor und die gleichzeitig bei Lindholmen begonnene Niord waren eine verbesserte Version des Typschiffes Oden, das noch eine Panzerung aus Creusot-Stahl wie die Vorgänger erhalten hatte. Bei den beiden Nachbauten wurden gehärtete Panzerplatten nach dem System Harvey verbaut, die zum Teil die gleiche Stärke hatten oder nur geringfügig dünner waren. Die Nachbauten hatten somit einen verbesserten Panzerschutz. Bei sogar leicht verkleinerter Verdrängung war es so möglich, sechs 120-mm-L/45-Bofors-Schnellfeuergeschutze Modell 94 aufzustellen, anstelle der vier auf der Oden. Bei den leichten Waffen kamen zehn 57-mm-L/55-Finspång-Schnellfeuergeschütze Modell 89BE statt der vier L/26 Modell 95 und der sechs 47-mm-L/50-Geschütze Modell 95. Auch waren die Palmcrantz-Maschinenkanonen auf der Thor und der Niord doppelläufig. Allerdings wurde die abweichende leichte Bewaffnung der Oden schon 1901 den Schwesterschiffen angepasst. Als Hauptwaffe kamen erstmals 254-mm-L/42-Kanonen vom französischen Typ Canet Modell 94 statt der bei der Vorgängerreihe verwandten Armstrong-Geschütze zum Einbau. Die neuen Hauptwaffen waren in Einzeltürmen aufgestellt, um den Totalausfall der schweren Artillerie durch einen Zufallstreffer auszuschließen. Die Torpedobewaffnung des Panzerschiffs bestand aus einem Bugtorpedorohr unter Wasser vom Kaliber 45,3 cm des Modells 93.
1916 wurde die Thor als zweites Schiff der Klasse grundüberholt. Dabei wurde der Röhrenmast entfernt, und über der neuen Kesselanlage wurden die bisherigen beiden Schornsteine in einen breiten Schornstein zusammengeführt. Die Änderungen an der Bewaffnung waren gering: die Palmcrantz-Maschinenkanonen und das Bugtorpedorohr wurden entfernt und zwei der 57-mm-Geschütze durch deren Luftabwehrvariante ersetzt.

## Einsatzgeschichte
Die Thor kam am 29. Juni 1899 als sechstes hochseefähiges Panzerschiff der schwedischen Marine in Dienst. Damit verfügte die Marine jetzt über zwei Divisionen relativ gleichartiger Schiffe. Noch 1899 nahm die Thor an einem Besuch des Küstengeschwaders mit den Schwesterschiffen Oden und Niord, den Torpedokreuzern Claes Horn und Jacob Bagge, sowie drei Kanonenbooten und sieben Torpedobooten in Kiel teil.
1901 erhielten die drei Panzerschiffe der Oden-Klasse zusammen mit dem Torpedokreuzer Claes Uggla als erste Schiffe der schwedischen Marine eine Funkanlage.
1906 wurde die Thor dann Kadettenschulschiff, ohne ganz weite Reisen zu unternehmen, wie es die Schulschiffe anderer Marinen taten. Vom 3. Juli bis zum 17. August 1907 führte sie eine Ausbildungsreise von Karlskrona nach Danzig, Bordeaux, Cowes und Portsmouth und zurück durch. 1908 folgte im Juli und August eine Reise zusammen mit der Dristigheten nach Gravesend und Le Havre. Im Jahr 1913 besuchte das Schiff zusammen mit der Jacob Bagge zuerst Rouen in Frankreich, dann Kingstown (heute Dún Laoghaire, Irland), Dover, Esbjerg und schließlich auch noch Sankt Petersburg.
Die Thor gehörte zu den ersten Schiffen, die beim Zusammenbruch des russischen Reiches zu den Aaland-Inseln entsandt wurden, um die dortige schwedische Bevölkerung vor Übergriffen zu schützen. Am 20. Februar 1918 trafen auch noch die Panzerschiffe Oscar II. und Sverige zur Unterstützung der Thor vor Eckerö ein. Am 25. Februar wurden auch schwedische Truppen auf dem Kanonenboot Svensksund und gecharterten Schiffen auf die Inseln verlegt.
Im Rahmen der Finnland-Intervention 1918 beanspruchte das Deutsche Reich die Aaland-Inseln aus logistischen Gründen. Als die Deutschen am Morgen des 5. März mit den Linienschiffen Westfalen und Rheinland erschienen, verlangten sie entgegen den von deutschen Vertretern in Stockholm gemachten Zusicherungen die Kontrolle über beinahe die gesamte Inselgruppe, die sie auch erhielten. Trotz Protesten in Schweden wurden die schwedischen Truppen bis zum 25. April schrittweise abgezogen. Die Thor evakuierte zusammen mit der Niord schließlich die Einwohner, die nach Schweden übersiedeln wollten.
Nachdem die Niord schon am 7. August 1922 aus der Flottenliste gestrichen worden war, wurden am 16. Juli 1937 auch die Thor und die Oden außer Dienst gestellt. Der Abbruch des Schiffes erfolgte erst während des Zweiten Weltkriegs.

## Die schwedischen Küstenpanzerschiffe
| Anzahl & Name     | Stapellauf | Verdrängung | Länge         | Geschwindigkeit | Hauptbewaffnung                           |
| ----------------- | ---------- | ----------- | ------------- | --------------- | ----------------------------------------- |
| 3, Svea-Klasse    | 1885-1893  | 3100-3300 t | 77,6-82,0 m   | 15-16 kn        | 1-2 × 25,4-cm-, 4-15 2-cm-Geschütze       |
| 3, Oden-Klasse    | 1896-1898  | 3300-3400 t | 86,3 m        | 16,5-17 kn      | 2 25,4-cm-, 6 12-cm-Geschütze             |
| 1, Dristigheten   | 1900       | 3550 t      | 89,0 m        | 16,5 kn         | 2 21-cm-, 6-15 2-cm-Geschütze             |
| 4, Äran-Klasse    | 1901-1903  | 3650 t      | 89,7 m        | 17 kn           | 2 21-cm-, 6-15 2-cm-Geschütze             |
| 1, Oscar II.      | 1905       | 4270 t      | 95,6 m        | 16,5 kn         | 2 21-cm-, 4-2 × 15,2-cm-Geschütze         |
| 3, Sverige-Klasse | 1915-1918  | 6850-7125 t | 120,0-121,6 m | 22,5 kn         | 2-2 × 28-cm-, 1-2 × + 6-15 2-cm-Geschütze |

Die Küstenpanzerschiffe der Oden-Klasse
| Name  | Bauwerft                          | Stapellauf    | In Dienst ab     | Endschicksal     |
| ----- | --------------------------------- | ------------- | ---------------- | ---------------- |
| Oden  | Bergsund Finnboda Varv, Stockholm | 9. März 1896  | 8. Juni 1897     | 1937 a. D.,      |
| Thor  | Bergsund, Stockholm               | 7. März 1898  | 29. Juni 1899    | 1937 a. D.,      |
| Niord | Lindholmens Varv, Göteborg        | 31. März 1898 | 23. Februar 1899 | 1926 Wohnschiff, |